# Édouard Fillias
Édouard Fillias (nacido el 21 de abril de 1979) es un activista liberal clásico francés de origen español.

## Biografía
Nacida en París, Fillias fue presidenta de Alternativa Liberal y candidata presidencial francesa de ese partido en 2007. Es graduado de Sciences Po y HEC Paris.
El 1 de marzo de 2006 participó en la creación de un nuevo partido político liberal Alternativa Liberal del que llegó a ser presidente.
El 13 de marzo de 2007 se retiró y anunció su apoyo a François Bayrou. Anteriormente fue presidente de Liberté chérie y está casado con Sabine Herold, una compañera activista.
En 2009, gestionó profesionalmente los aspectos de Internet de la campaña de la lista Libertas de Philippe de Villiers y Frédéric Nihous para las elecciones europeas, pero afirmó haber cesado toda implicación política.